# Bulbophyllum stipitatibulbum
Bulbophyllum stipitatibulbum là một loài phong lan thuộc chi Bulbophyllum.